# Саарвеллінген
Саарвеллінген (нім. Saarwellingen) — громада в Німеччині, знаходиться в землі Саар. Входить до складу району Саарлуї.
Площа — 41,65 км2. Населення становить 13 177 ос. (станом на 31 грудня 2021).